# Gelais
Pour les articles homonymes, voir Saint-Gelais (homonymie).
Gelais (Gelasius) est évêque de Poitiers au Ve siècle, deuxième ou troisième successeur de saint Hilaire. On ne connaît aucune autre information sur sa vie, mais elle est suffisamment édifiante pour que son culte se développe rapidement.
Il est vénéré comme saint par l'Église catholique et fêté localement dans le diocèse le 20 janvier conjointement avec plusieurs autres saints évêques de Poitiers. D'anciens martyrologes notaient sa fête individuelle au 26 août.